# Aponoeme
Aponoeme is een kevergeslacht uit de familie van de boktorren (Cerambycidae). De wetenschappelijke naam van het geslacht werd voor het eerst geldig gepubliceerd in 1985 door Martins.

## Soorten
Aponoeme omvat de volgende soorten:
- Aponoeme amazonica Martins, 1985
- Aponoeme castanea Martins & Galileo, 1997